# Parthiva Sureshwaren
Parthiva Sureshwaren (Chennai, 21 de Fevereiro de 1980) é um piloto de automobilismo indiano. Correu na A1 Grand Prix.